# 奥井隆一
奥井 隆一（おくい たかかず、1970年6月26日 - ）は、日本の俳優。大阪府出身。MC企画所属。

## 来歴・人物
1996年のショーカンパニー入団、1997年～1999年は時間泥棒、1999年～2005年に悪魔超人を結成、代表として活躍したのち、2009年自身のプロデュース「CHO-ZIN（チョージン）」で、主宰として活躍。舞台だけでなく映画やテレビでのドラマ、時代劇などの俳優業のほかラジオパーソナリティとして幅広く活動している。
2012年にグラハム中山として俳優仲間5人で演劇ユニット「風に吹かれて波乗りジョニーず」を結成。
The Stone AgeヘンドリクックスやWARAOMO企画など数多くの劇団に愛され数多く客演する他、現在はシニアサークル「ViLaVi」にて作･演出も務める。サークル名「ViLaVi」は『Viva La Vida（人生 万歳！）』の意。
過去に様々なバンドでの活動がありギターの腕前はプロ級である。普通自動車免許のほか第２種電気工事士や高所作業の資格を所持している。
愛猫はロシアンブルーの雷蔵。
2023年6月に上京し拠点を大阪から東京へ移す。

## 出演

### テレビドラマ
- NHK
  - 朝ドラ
    - ちりとてちん（2007年）
    - ごちそうさん 第114回（2014年）- 大阪ラヂオ放送局 番組担当者 役
    - おちょやん 第78回（2021年）
    - カムカムエヴリバディ（2021年）- 面接官3役[4]
    - 舞いあがれ! 第108回（2022年）

  - 土曜ドラマ「新・人間交差点」（2006年）
  - 土曜時代劇「浪花の華～緒方洪庵事件帳～」第2回（2009年）ｰ 大野 役
  - BS時代劇
    - 妻は、くノ一（2013年）
    - 雲霧仁左衛門２ 第8話（2015年）

  - 京都人の密かな愉しみ 桜散る（2017年5月、NHK BSプレミアム）
  - 逆転人生（2021年10月）[5]
- TBS
  - 水戸黄門 第43部 第16話 （2011年）
- MBS
  - ドラマ30
    - 家族善哉（2006年）
    - 暖流（2007年）
- EX
  - 科捜研の女
    - Season13 第10話（2014年）- ジュエリー・レゾンの社長 役[6]
    - Season15 第9話（2016年）- 柏木産婦人科の医師 役
    - Season16 第7話、第8話（2016年）- 漆原育郎（「モモンガ宅配便」従業員）役[7]
    - Season18 第2話（2018年）- 西脇慶一郎（にしわき園芸 店主）役
    - Season19 第7話、第8話（2019年）- 米田庄吉（ゆうがお食堂 米田 店主）役
    - Season20 第5話（2020年）- 滝川和彦（高級ホテルチェーン「BELLEZA HOTEL」副社長）役[8][9]
    - Season21 第14話（2022年）- 賀茂井健治（京都中央大学 理学部 神経科学科 准教授）役[10]

  - 暴れん坊将軍
  - 遺留捜査 第6シーズン 第9話 （2021年）- 橋部亮介 役
  - IP～サイバー捜査班 第6話（2021年）
- ABC
  - 部長刑事シリーズ・シンマイ（2001年）- 奥井刑事 役
- CX
  - 鬼平犯科帳
  - 赤い霊柩車
- KTV
  - 関ジャニ∞青春ドラマシリーズ「ダブル」（2006年）
- TX
  - ルビコンの決断（2010年）[11]
- SUN
  - 元町ロックンロールスウィンドル 第1話（2019年）[1]
  - 惑星スミスでネイキッドランチを （2021年）- 山本刑事 役
  - 勝手にライブをしやがれ（2021年12月）- 鮫島 役
  - 稲妻ムービーマーケット（2023年、サンテレビ）
- WOWOW
  - 連続ドラマW「ふたがしら」（2015年）[1]

### バラエティ
- 西方笑土 「踊るカマドウマの夜」（NHK）
- 魔法のレストランR（MBS） 再現ドラマ
- 品川・千鳥のラブリー芸人家族（ABC） 再現ドラマ
- なつめのパパッとパン！（KTV）[12]
- 痛快！逆転レジェンド～Xの伏線～（KTV） 再現ドラマ

### 映画
- 電撃BOPのセクシーマザーファッカーズに!!（2007年）
- 合葬（2015年）
- 嘘八百 京町ロワイヤル（2020年）[13]
- 鬼の臍を蓼酢で喰う（2021年）ｰ 武田組長 右腕 根元 役
- 定食屋が潰れた午後3時（2021年）[14]
- 想愛〜Sou・i〜（2022年）- ひろし 役[15]
- 最近、よく死んでます（2022年） - 佐藤浩 役[16]
- 極道系Vチューバ―達磨（2022年） - 稲葉吾郎 役[17]
- 花子とキメラ（2022年）[18]
- 豊宇兄弟（2023年）
- デコチン DECO-CHIN（2025年）[19]

### 舞台
- 時間泥棒「おはようございます」（1998年）[20]
- CHO-ZIN「あぁ、春日村青年団」（2009年）
- Plant Seeds Project vol.3「源八橋西詰～I'M STANDING AT THE CROSSROADS AGAIN～」（2010年）[21]
- 芸術活動集団en-en 第二回公演「円のような縁」（2010年）[22]
- 芸術活動集団en-en vol.2.7「えい象くん。と、ご飯を食べよう。」（2010年）
- CHO-ZIN vol.2「栗田家の人々～我が家にやっと春が来た…～」（2011年）[23]
- 劇団すずしろ 第5回公演「このゆびとまれ」脚本（2012年）[24]
- en:en vol.4.0「音の聞こえた町。」（2012年）[25]
- en:en vol.4.2 初秋トリイフェス2012「３人きり。５」（2012年）[26]
- 新歌舞伎座 ｢松平健」「神野美伽」「藤山直美」「石川さゆり」「松井誠」 公演
- 風に吹かれて波乗りジョニーず
  - en:en vol.4.2 初秋トリイフェス2012「トリイトークフェス」（2012年）[27]
  - 「クリスマス会」（2012年）
  - 「養護学校　慰問」（2012年）
  - 「バナナの学校」（2013年）
  - 「クリ謹フェスティバル」（2013年）[28]
  - 「はっちゃけLXUARY XmasPARTY」（2013年）
  - 「忘年会イベント」（2014年）[29]
  - 「忘年会イベント」（2015年）[30]
  - 「風に吹かれて波乗りジョニーずの子猫ちゃんの子猫ちゃんをビッショリ濡らしてやるぜ2017」（2017年）[31]
  - 「10周年だぜ 222 これからも子猫ちゃんと波にのっていくぜ」（2022年11月19日）
  - 「真夏の波乗り祭」（2024年8月4日）
- ひのにしけんいちプロデュース「歌×料理×芝居。そこにいる、いい大人達。」（2014年）[32]
- The Stone Age ヘンドリックス 第6回したまち演劇祭in台東「結婚しようよ」（2015年）
- The Stone Age かぞく劇場「おてんばルーシー」（2015年）
- WARAOMO企画 「3兄弟のショーパブ」（2016年）[33]
- WARAOMOコラボ企画 奥井隆一&流石矢一の「メシ食っＴＡＫＡ!?」in waraomo難波（2016年）[34]
- WARAOMO企画 「奥井隆一×音楽×トーク」脚本・演出・プロデュース・出演（2016年）
- ミスマッチデッセ 第5回公演「プレイガール～幸せの向こう側～」脚本・演出（2017年）[35]
- The Stone Age ヘンドリックス 第9回公演「お前とお前は帰ってよし」（2018年）[36]
- 最後の「いってらっしゃい」（2018年）
- WARAOMO企画 長編会話劇「音。」（2018年）[37]
- サードヴィレッジ主催 インプロープレシアター8「犯人と探偵と刑事」（2021年）
- サードヴィレッジ主催 インプロープレシアター9「ヒーローと悪とヒーローになりたい男」（2021年）
- サードヴィレッジ主催 インプロープレシアター10「医者と患者と葬儀屋」（2021年）
- 玉造小劇店「Fat Cat Kingdom」演出（2021年12月）[38]
- サードヴィレッジ主催 インプロープレシアター11 「板前と弟子と女将」（2022年）
- サードヴィレッジ主催 インプロープレシアター12 「刑事と犯人と科捜研の女」（2022年）
- サードヴィレッジ主催 インプロープレシアター13 「船頭と子供と河童」（2022年）
- サードヴィレッジ主催 インプロープレシアター14 「新郎と新婦と元カレ」（2022年）

### ラジオ
- 奥井隆一のMUSIC LIFE（FM千里）
- 奥井隆一のCante Camino（FM千里）
- クロスミュージック（FM千里）
- 青春アドベンチャー「阪堺電車177号の追憶」（2020年、NHK-FM）[39]
- FMシアター「ハハゴコロ」（2023年、NHK-FM）

### 配信ドラマ
- 透明なわたしたち（2024年10月、ABEMA） - 同伴客 役

### 他
- YTV「キューバが愛した日本人」（ナレーション、2016年）
- PineBook（KO-HEI MATSUMOTO）「都会の空で」MV（バックダンサー）
- 浪漫革命「ひとり」MV
- TVCM「大和財託」（2022年）

など